# Lex Baiuvariorum

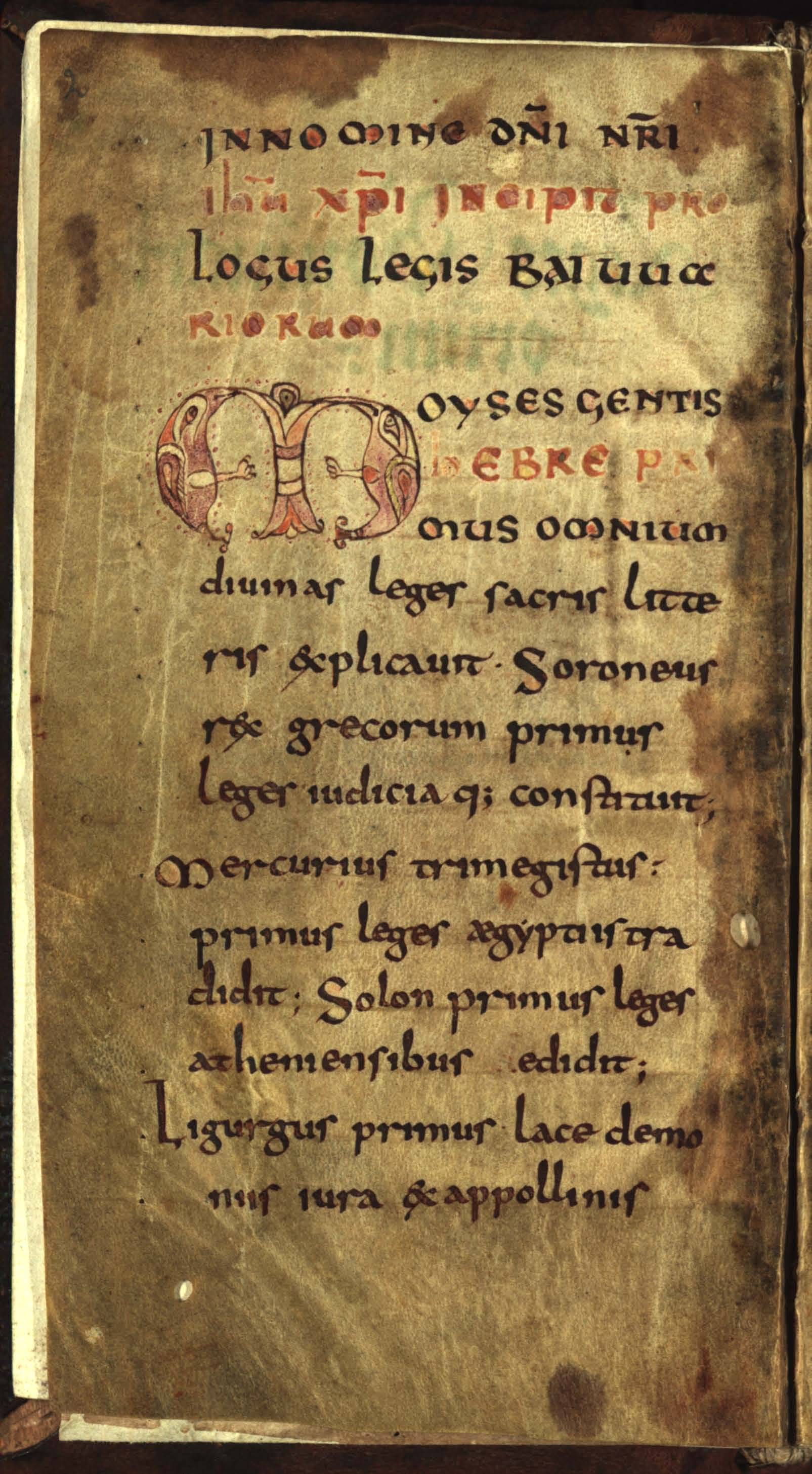
Prolog in der Handschrift Cim. 7 der Universitätsbibliothek München, 9. Jahrhundert

Die Lex Baiuvariorum (auch Lex Baiuwariorum, Lex Bajuvariorum, Lex Baioariorum oder Lex Baivariorum) ist die in der Zeit des 6. bis 8. Jahrhunderts entstandene Sammlung des Volksrechtes der Bajuwaren, das heißt die älteste Sammlung von Gesetzen des frühen bairischen Stammesherzogtums. Der Text ist auf Latein verfasst, enthält jedoch bajuwarische Fragmente und somit die älteste Überlieferung der bairischen Sprache. Es ist das älteste und wichtigste Schriftdenkmal der Bajuwaren. Die lex gehört zudem zu den germanischen Stammesrechten, die vergleichsweise am umfassendsten dokumentiert sind.

## Entstehung

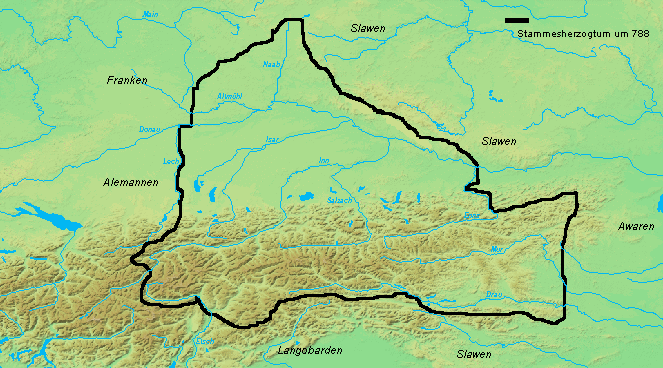
Siedlungsgebiet der Bajuwaren um 788

Abt Eberswind des neu gegründeten Klosters Niederaltaich gilt vielen als der Bearbeiter dieses ersten bairischen Stammesrechts (um 741/743). Ebenso kann die Lex Baiuvariorum in St. Emmeram in Regensburg oder im Bischofskloster auf dem Freisinger Berg entstanden sein. Die Initiative dazu soll von Herzog Odilo († 748) ausgegangen sein. Die Lex Baiuvariorum selbst gibt König Dagobert (623 bis 639) an, der dem Rechtsbuch die letzte Form gegeben haben soll. Diese Angabe kann jedoch angezweifelt werden, da damit versucht wird, die Abhängigkeit Bayerns vom frühen Frankenreich extrem hervorzuheben. Herzogsgewalt contra Königsmacht, vor diesem Hintergrund entstand die Lex Baiuvariorum in verschiedenen Stufen und wurde nach der Niederlage Tassilos stark zugunsten der Frankenkönige verändert. In der Lex Baiuvariorum vereinen sich das Westgotenrecht des Königs Eurich, das fränkische Königsrecht und Teile der Lex Alamannorum mit bajuwarischen Elementen zum sogenannten Volksrecht der Bayern.
Die Lex Baiuvariorum war bis 1180 in Kraft. Die Lex wurde auch im inneralpin-tirolischen Raum des 10. und 11. Jahrhunderts befolgt, wie die häufigen Bezugnahmen der Traditionsbücher des Hochstifts Brixen auf die aures-tracti-Bestimmungen des Zeugenbeweises (Kap. 16 u. 17 der Lex) zu erkennen geben.
Die älteste erhaltene Handschrift der Lex Baiuvariorum aus der Zeit um 800, die sogenannte „Ingolstädter Handschrift“, wird in der Universitätsbibliothek München aufbewahrt (Signatur: Cim. 7 = 8° Cod. ms. 132). Die Sammlung zählt zu den germanischen Stammesrechten.

## Inhalt

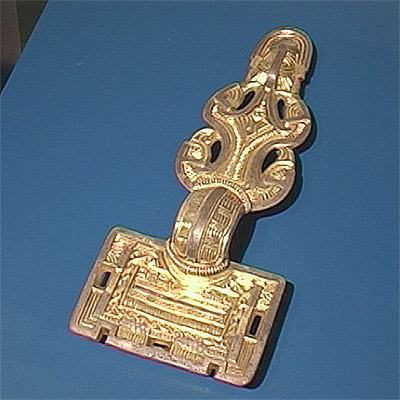
Bajuwaren-Schmuck

Die Lex Baiuvariorum enthält in 23 Artikeln Rechtssätze und Verfahrensregeln  zu Straf-, Prozess- und Privatrecht teilweise getrennt für die einzelnen Stände (Kleriker, Adlige, Freie, Freigelassene, Unfreie) sowie Grundsätze zur Verwaltung des Kirchengutes. Im Vordergrund sehr vieler Bestimmungen steht die Festsetzung eines bestimmten Geldbetrags als Buße für begangenes Unrecht. 
Kapitel:
1. vom Klerus oder das Recht der Kirche betreffend
2. vom Herzog und den Rechtsfällen, die ihn angehen
3. von den Geschlechtern und ihrer Buße
4. von den Freien, wie sie gebüßt werden
5. von Freigelassenen, wie sie gebüßt werden sollen
6. von Knechten, wie sie gebüßt werden sollen
7. vom Verbot blutschänderischer Ehen
8. über Frauen und ihre Rechtsfälle, die sich häufig zutragen
9. vom Diebstahl
10. von Brandstiftung an Häusern
11. von Gewalttätigkeit
12. von zerstörten Grenzzeichen
13. von Pfändern
14. von schädlichen Tieren
15. von anvertrauten [und weggeliehenen] Sachen
16. von Verkäufen
17. von Zeugen
18. von Kämpfern
19. von Toten und was sie betrifft
20. von Hunden und ihrer Buße
21. von Habichten und Vögeln
22. von Obstgärten, Wäldern und Bienen
23. von Schweinen

Die Agilolfinger werden als erbberechtigte Herrscher Bayerns bezeichnet, eingesetzt vom fränkischen Merowingerkönig in Reims. Daneben werden die Geschlechter der Huosi, Trozza, Fagana, Hahiligga (auch Hahilinga)  und Anniona ausdrücklich genannt.

## Ausgaben
- Johannes Merkel (Hrsg.): Leges Alamannorum. Leges Baiuwariorum. Friedrich Bluhme (Hrsg.): Leges Burgundionum. Karl von Richthofen (Hrsg.): Lex Frisionum. Unveränderter Nachdruck der Ausgabe 1863. Hiersemann, Stuttgart 1993, ISBN 3-7772-6507-1, (Monumenta Germaniae Historica, Leges, Leges (in Folio) (LL) 3, ISSN 0344-4953). Die Lex Baiuvariorum auf S. 183ff. (Digitalisat)
- Ernst von Schwind (Hrsg.): Lex Baiwariorum. Unveränderter Nachdruck der Ausgabe 1926. Hahn, Hannover 1997, ISBN 3-7752-5423-4, (Monumenta Germaniae Historica, Leges, Leges nationum Germanicarum (LL nat. Germ.) 5, 2, ISSN 0343-0839). Bei den digitalen Monumenta.
- Konrad Beyerle: Lex Baiuvariorum. Lichtdruckwiedergabe der Ingolstädter Handschrift des Bayerischen Volksrechts mit Transkription, Textnoten, Übersetzung, Einführung,  Literaturübersicht und Glossar. Zur Jahrhundertfeier der Übersiedelung der Universität Landshut nach München. Hueber, München 1926. (Auch: Lex Baiuwariorum. Wiedergabe der Ingolstädter Handschrift des bayerischen Volksrechts. In der originalen Übersetzung aus dem Lateinischen). Verlag Documenta Naturae, Olching 1997 (Documenta historiae 2, 1, ISSN 1433-1691 sowie Einführung zur Lex Baiuvariorum. Als Einleitung einer Faksimile-Ausgabe der Ingolstädter Handschrift des bayerischen Volksrechts. Hueber, München 1926. Aus: Festgabe der Juristischen Fakultät und der Universitätsbibliothek München zur Jahrhundertfeier der Universität München).
- Karl August Eckhardt (Hrsg.): Allemannen und Bayern. Böhlau, Weimar 1934, (Germanenrechte 2, Die Gesetze des Karolingerreiches 714–911 2).